# Cirrhorheuma pallidimargo
Cirrhorheuma pallidimargo là một loài bướm đêm trong họ Geometridae.